# Karlova nagrada
Karlova nagrada (njem. Karlspreis) jedna je od najcjenjenijih europskih nagrada i dodjeljuje se osobama koje promiču europsko jedinstvo. 
Nagrada je nazvana po Karlu Velikom i vezana je za Aachen, gdje se dodjeljuje svake godine. Nagrada je osnovana 1950. godine a troškove nagrade snosi grad Aachen.

## Dobitnici nagrade
- 1950. Richard von Coudenhove-Kalergi
- 1951. Hendrik Brugmans
- 1952. Alcide de Gasperi
- 1953. Jean Monnet
- 1954. Konrad Adenauer
- 1956. Sir Winston S. Churchill
- 1957. Paul Henri Spaak
- 1958. Robert Schuman
- 1959. George C. Marshall
- 1960. Joseph Bech
- 1961. Walter Hallstein
- 1963. Edward Heath
- 1964. Antonio Segni
- 1966. Jens Otto Krag
- 1967. Joseph Luns
- 1969. Europska komisija
- 1970. François Seydoux de Clausonne
- 1972. Roy Jenkins
- 1973. Salvador de Madariaga
- 1976. Leo Tindemans
- 1977. Walter Scheel
- 1978. Konstantin Karamanlis
- 1979. Emilio Colombo
- 1981. Simone Veil
- 1982. kralj Juan Carlos I.
- 1984. Karl Carstens
- 1986. Narod Luksemburga
- 1987. Henry A. Kissinger
- 1988. François Mitterrand i Helmut Kohl
- 1989. Brat Roger (Taizé)
- 1990. Gyula Horn
- 1991. Václav Havel
- 1992. Jacques Delors
- 1993. Felipe González Márquez
- 1994. Gro Harlem Brundtland
- 1995. Franz Vranitzky
- 1996. kraljica Beatrix od Nizozemske
- 1997. Roman Herzog
- 1998. Bronisław Geremek
- 1999. Tony Blair
- 2000. Bill Clinton
- 2001. György Konrád
- 2002. Euro
- 2003. Valéry Giscard d'Estaing
- 2004. Pat Cox
- 2004. Posebna nagrada: papa Ivan Pavao II.
- 2005. Carlo Azeglio Ciampi
- 2006. Jean-Claude Juncker
- 2007. Javier Solana
- 2008. Angela Merkel
- 2009. Andrea Riccardi
- 2010. Donald Tusk
- 2011. Jean-Claude Trichet
- 2012. Wolfgang Schäuble
- 2013. Dalia Grybauskaitė
- 2014. Herman Van Rompuy
- 2015. Martin Schulz
- 2016. papa Franjo
- 2017. Timothy Garton Ash
- 2018. Emmanuel Macron
- 2019. António Guterres
- 2020./21. Klaus Iohannis
- 2022. Marija Kolesnikova, Svetlana Tihanovskaja, Veronika Cepkalo
- 2023. Volodimir Zelenski i ukrajinski narod
- 2024. Pinchas Goldschmidt i židovske zajednice u Europi